# Міжусобна війна на Русі (1196)
Міжусобна війна на Русі (1196) — боротьба за владу в руських князівствах, викликана розділом Київської землі після смерті Святослава Всеволодовича і побоюваннями смоленських Ростиславичів за свій вплив у Києві та Смоленську.

## Розподіл волостей на Київщині
Після смерті Святослава Всеволодовича (1194) основними претендентами на київське князювання були його молодший брат Ярослав Всеволодович чернігівський і співправитель у Київській землі з 1181 року Рюрик Ростиславич, голова смоленських Ростиславичів і на той момент всіх Мстиславичів (Роман волинський був одружений з дочкою Рюрика і був його союзником). Рюрик, в свою чергу, визнавав старшинство в роду Мономаховичів за Всеволодом Юрійовичем суздальським. Старшинство Всеволода визнавав і Володимир Ярославич галицький, його племінник
Рюрик зайняв Київ і передав Поросся Роману Мстиславичу. Тоді Всеволод здійснив дипломатичний маневр, який дозволив йому зруйнувати співпрацю південних Мономаховичів і тим самим уникнути самостійного домінування Рюрика та його союзників у масштабі Київської Русі. Всеволод зажадав у Рюрика Поросся для себе, і той вважав за краще втратити такого союзника, як Роман, щоб зберегти такого союзника, як Всеволод. Але слідом за цим Всеволод, вже будучи повноправним господарем Поросся, віддав його своєму зятю і синові Рюрика Ростиславу.
План Всеволода спрацював: Роман перейшов до табору Ольговичів, прихильників Ярослава чернігівського як претендента на Київ, розлучився з дочкою Рюрика і звернувся за допомогою до польських Казимировичів. Однак, Романові довелося перш надати їм допомогу у польській усобиці. Після битви при Мозгаві Роман повернувся у Володимир-Волинський пораненим і волів замиритися з Рюриком, дав йому м. Полонне на межі Київщини та Волині. Однак незабаром з Полонного люди Романа почали атакувати володіння Рюрика.

## Вітебський похід Ольговичів
Намагаючись убезпечити себе, але і тим самим провокуючи конфлікт, Рюрик і Давид Ростиславичі зі Всеволодом Велике Гніздо спробували взяти з Ольговичів клятву не претендувати на Київ і Смоленськ, чим викликали різку відповідь ми не угри і не ляхи, а одного діда внуки.
Тоді Рюрик передав Ольговичам Вітебськ, що належав Давиду смоленському. Можливо, слід розуміти це передачою Вітебська полоцьким союзникам Ольговичів. Ольговичі на чолі з Олегом Святославичем пішли на Вітебськ через смоленські землі і зіткнулися зі смоленським військом на чолі з Мстиславом Романовичем.
За версією Рюрика, винні у трагедії були Ольговичі, що не дочекалися оповіщення Рюриком Давида про рішення передати Вітебськ і грабували смоленські землі, що опинилися на їхньому шляху. Однак, згодом Рюрик засуджував Всеволода суздальського за недотримання обіцянки з'єднатися під Черніговом з Різдва, тобто на самому початку 1196 року. Похід же Ольговичів тривав під час великого посту, тобто тільки на початку весни 1196 року.
Вітебськом на той момент володів Василько Брячиславич, який виступив у союзі з чернігівцями, хоча став у 1186 році вітебським князем за підтримки Давида смоленського, на дочці якого був одружений.
Під час первісного успіху смолян, можливо, загинув (був посічений) син Олега Давид. Але полочани вдарили смолянам у тил, що призвело до розгрому останніх. В полон (до Бориса друцького) потрапив їх керівник Мстислав Романович. Отримавши звістку про перемогу, Ярослав чернігівський з іншими Ольговичами поїхав изъездом до Смоленська, але їх наздогнали посли від Рюрика та пригрозили облогою Чернігова за їх відсутності.

## Кампанія літа і осені 1196 року
Влітку Рюрик зібрав свої і половецькі війська з метою походу на Чернігів і домогтися звільнення племінника з полону. До активних дій підштовхував його і Всеволод, вважаючи за найкраще, щоб кампанія була розпочата Рюриком і обіцяв, що підтримає його. Але Рюрик не зробив цього, можливо, не бажаючи оголювати свій тил перед Романом. Замість цього Рюрик збирався виступити проти Романа.
Тим часом Ольговичі підготувалися до вторгнення з півночі і північного сходу. Густонаселені південно-західні райони Чернігово-Сіверської землі були відгороджені засіками, а головні сили Ольговичів присунулися до засік, залишивши в Чернігові Олега та Гліба Святославичів на випадок вторгнення Рюрика. Всеволод з рязанцями і муромцями та Давид вторглися в Чернігівське князівство. Рюрик же, довідавшись про дії Давида і Всеволода, відмінив похід на Волинь, але не пішов на Чернігів. Він лише послав до Галича свого племінника Мстислава Мстиславича Удатного, передав Володимиру Ярославичу прохання атакувати Перемиль, яка була виконана. У той же час Ростислав Рюрикович з чорними клобуками атакував інше володіння Романа — Кам'янець. З Новгородського літопису відомо про те, що Всеволод намагався залучити до походу і новгородців, навіть затримавши кількох бояр, але новгородське військо дійшло лише до Великих Лук.
Здавалося б, Ольговичі стояли на порозі катастрофи, але Всеволод, укладаючи мир з ними, подбав про те, щоб не посилити позиції Рюрика. Фактично Всеволод уклав сепаратний мир. З його вимог смоленській стороні було вигідно, насамперед, звільнення Мстислава Романовича (тестя старшого сина Всеволода Велике Гніздо Костянтина, свата Всеволода). Конфлікт Рюрика з Романом так і не було залагоджено. Всеволод не зупинився навіть перед тим, щоб втратити місце свого представника в Новгороді, Ярослава Володимировича, на користь меншого сина Ярослава Всеволодовича (зима 1196/1197). Традиційно ним вважається Ярополк, названий під 1212 роком хоча і братом Ростислава Ярославича, але при цьому онуком Ольговичів. 6 жовтня 1196 року владимирці вже повернулися додому.

## Подальші події
У 1198 році помер Володимир Ярославич галицький, Роман Мстиславич, вже одного разу княжив у Галичі (1188), з допомогою польських Казимировичей став галицьким князем, заснувавши таким чином Галицько-Волинське князівство. Проти нього утворився союз Рюрика з Ольговичами й половцями, але в 1201 році Роман став київським князем за підтримки чорних клобуків та киян.